# Comandos de Área da RAAF

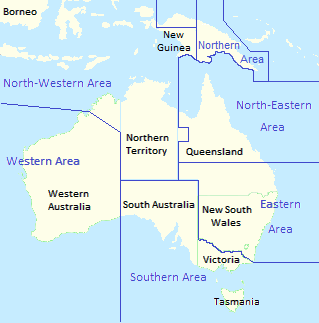
Os Comandos de Área em 1944

Os Comandos de Área foram uma série de grandes formações administrativas e operacionais criadas pela Real Força Aérea Australiana (RAAF); existiram entre 1940 e 1954. Estabelecidas devido ao despoletar da Segunda Guerra Mundial, elas representaram o sistema de comando-e-controlo baseado na geografia da área de operação da força aérea durante o conflito mundial, tendo-se estendido até à Guerra Fria. Em 1954, este sistema foi substituído por um sistema de comando-e-controlo baseado na função, com a criação do Home Command, do Comando de Treino e do Comando de Manutenção.
Os comandos e as suas responsabilidade evoluíram ao longo do tempo conforme as circunstâncias operacionais. A RAAF estabeleceu quatro comandos entre 1940 e 1941: o Comando da Área do Sul, o Comando da Área Central, o Comando da Área Ocidental e o Comando da Área do Norte. Eles geriam a maioria das operações, treino e manutenção nas próprias áreas de responsabilidade. A concessão de controlo funcional ocorreu a meio de 1941, quando a força aérea formou dois grupos que assumiram o treino dos estados do sul e de leste; o próprio Comando da Área Central foi dissolvido e a maioria das suas unidades foram absorvidas pelos comandos do norte, do sul, e pelo Grupo N.º 2. Em 1942 a estrutura dos comandos foi revista, depois do início da Guerra do Pacífico; o Comando da Área do Norte foi dividida no Comando da Área Nordeste e no Comando da Área Noroeste, e um novo comando, o Comando da Área Oriental, foi criado, passando a existir então cinco comandos. No mesmo ano, a RAAF formou dois grupos funcionais que assumiram a manutenção dos comandos. Em 1944 um novo comando foi criado na Nova Guiné, contudo foi dissolvido mal a guerra mundial terminou.
No início dos anos 50 a maioria das unidades operacionais estava colocada no Comando da Área Oriental, a maior parte do treino da força aérea era controlado pelo Comando da Área do Sul e a manutenção era da responsabilidade do Grupo de Manutenção. A estrutura dos comandos era considerada desapropriada para proporcionar uma força concentrada necessária para um eventual combate, e o governo federal da Austrália decidiu substituir este sistema por um de carácter funcional. Em 1953, o Comando da Área Oriental foi re-formado como o Home Command (que controlava as operações), o Comando da Área do Sul foi re-formado como o Comando de Treino, e o Grupo de Manutenção foi re-designado como o Comando de Manutenção. Os outros três comandos cederam a sua autoridade aos comandos funcionais em 1954, e no final de 1956 foram dissolvidas.

## História

### Origem e propósito

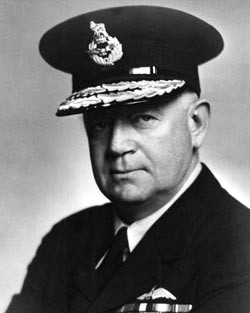
Vice-Marechal do ar Goble, que propôs um sistema funcional para a RAAF em 1940

Nas vésperas da Segunda Guerra Mundial, a Real Força Aérea Australiana era composta por doze esquadrões de voo, dois depósitos de aeronaves e uma escola de voo, tudo situado em cinco bases aéreas: Point Cook e Laverton em Vitória; Richmond e Rathmines em Nova Gales do Sul; e Pearce na Austrália Ocidental. Uma força aérea deste tamanho não necessitava de formações aéreas de grande envergadura como asas, grupos ou comandos, pois todas as unidades podiam ser directamente comandadas e administradas pelo quartel-general da RAAF em Melbourne. Com o início da Segunda Guerra Mundial em Setembro de 1939, o Conselho Aéreo Australiano decidiu implementar uma forma de comando e controlo descentralizada, comensurada com um eventual aumento de unidades e efectivos. A jogada inicial da RAAF neste sentido foi ao criar o Grupo N.º 1 e o Grupo N.º 2 em Novembro de 1939, ficando um colocado em Melbourne para controlar as unidades de Vitória e o outro colocado em Sydney para controlar as unidades de Nova Gales do Sul.
Em Janeiro de 1940 o Chefe do Estado-maior, o Vice Marechal-do-ar Stanley Goble, propôs que se organizasse a RAAF em três comandos funcionais, o Comando Aéreo, o Comando de Treino e o Comando de Manutenção, contudo o governo federal não alinhou com este plano. Goble foi substituído em Fevereiro por um oficial da Real Força Aérea (RAF), Sir Charles Burnett, que se focou na rápida expansão da RAAF para ir de encontro com as necessidades do Esquema de Treino Aéreo do Império, e acreditava que a grande massa de terra da Austrália faria com que um comando funcional não fosse bem sucedido. Assim, o ramo caminhou para a re-organização da força aérea num sistema baseado na geografia. Os papeis de cada comando eram: a defesa aérea, a protecção das orlas costeiras e o reconhecimento aéreo. Cada comando ficava sob a chefia de um oficial comandante que seria responsável pela administração e pelas operações de todas as bases dentro da fronteira da respectiva área. Excepções a esta política seriam os depósitos de aeronaves e a Escola de Voo Central que treinava instrutores de voo, pois o alcance da sua responsabilidade abrangia todos os comandos e, assim, ficaria sob o comando directo do quartel-general da força aérea. A natureza estática deste sistema era, em primeiro plano, de natureza defensiva, contudo era também vista como a indicada para o treino de novos pilotos, que seriam instruídos em escolas de voo e acompanhados nas primeiras colocações em esquadrões, tudo dentro da mesma área do comando.

### Evolução e controlo
A RAAF inicialmente planeou a criação de quatro comandos: o Comando da Área do Sul, que cobriria todas as unidades em Vitória, Tasmânia, Austrália Meridional e a zona sul de Riverina, de Nova Gales do Sul; o Comando da Área Central, que cobriria todas as unidades em Nova Gales do Sul à excepção das unidades na zona sul de Riverina e a zona norte do estado; o Comando da Área Ocidental, que cobriria unidades na Austrália Ocidental; e o Comando da Área do Norte, que cobriria as unidades do norte de Nova Gales do Sul, Queensland, Território do Norte e Papua. Os dois primeiros comandos estabelecidos, em Março de 1940, foram o Comando da Área do Sul, que essencialmente assumiu a direcção do Grupo N.º 1 em Melbourne, e o Comando da Área Central, que evoluiu a partir do Grupo N.º 2 em Sydney. Os comandos ocidental e do norte seguiram-se mais tarde, em Janeiro e Maio de 1941, respectivamente; aguardando pela formação destes comandos, as unidades em Queensland foram colocadas temporariamente sob o controlo do Comando da Área Central, e as unidades da Austrália Ocidental, do Território do Norte e da Papua ficaram sob o controlo do quartel-general da RAAF.
A meio de 1941, o quartel-general da RAAF determinou que fossem criadas unidades de treino nos estados do sul e do leste, em grupos semi-geográficos, semi-funcionais, separados por comandos. Isto levou ao estabelecimento, em Agosto, do Grupo N.º 1 em Melbourne, cobrindo Victoria, Tasmânia e a Austrália Meridional, e do Grupo N.º 2 em Sydney, cobrindo Nova Gales do Sul e Queensland. Nesta altura, o Comando da Área Central foi extinto e as suas responsabilidades divididas "conforme conveniente", de acordo com a história oficial, entre o Comando da Área do Sul, do Norte e o Grupo N.º 2. Já o Comando da Área Ocidental manteve as suas responsabilidades de instrução, manutenção e operação dentro das suas fronteiras.
Com o despoletar a Guerra do Pacífico, em Dezembro de 1941, o Comando da Área do Norte foi dividido no mês seguinte em dois comandos, o Noroeste e o Nordeste, de modo a reforçar a posição australiana face à ameaça japonesa no norte da Austrália e na Nova Guiné, respectivamente. Foi também considerada uma divisão do Comando da Área do Sul devido ao seu tamanho, por isso o Comando da Área Oriental foi criado em Maio de 1942, de modo a assumir o comando das unidades operacionais em Nova Gales do Sul. Estas modificações fizeram com que houvessem cinco comandos. Por necessidade, os dois comandos mais a norte ficaram responsáveis pelo bombardeamento e pela defesa aérea, enquanto os outros comandos focaram-se no patrulhamento das orlas costeiras e em guerra anti-submarina. Entre Junho e Setembro de 1942 voltou a haver convergência para uma linha de comando-e-controlo, quando a autoridade sob as unidades de manutenção foram transferidas dos comandos para o Grupo N.º 4 em Melbourne e para o Grupo N.º 5 em Sydney. Em Agosto, os comandos sofreram ligeiras modificações: para além do Território do Norte, o Comando da Área Noroeste ficou também responsável por uma pequena porção no norte da Austrália Ocidental e por uma porção de Queensland, a leste de Barkly Tableland.
Até 1942, o quartel-general da RAAF exercia total e completo controle operacional e administrativo sob os comandos. Em Abril deste ano, o quartel-general das Forças Aéreas Aliadas (AAF) foi estabelecido pelo general norte-americano Douglas MacArthur na Área do Sudeste do Pacífico, com autoridade operacional sob todas as infraestruturas de combate da RAAF, incluindo os comandos. Em Setembro o novo comandante da AAF, o Major-general George Kenney, juntou a maioria das suas unidades de voo norte-americanas na Quinta Força Aérea e a maior parte das forças australianas no Comando da RAAF, liderado pelo Vice-Marechal do ar Bill Bostock. Bostock exercia controlo das operações aéreas australianas através dos comandos, embora o quartel-general da RAAF continuasse a deter a autoridade administrativa, o que significava que Bostock e os seus comandos ainda estavam dependentes, a nível de material e equipamento, do Comandante da RAAF, o Vice-Marechal do ar George Jones.
Para ajudar a ultrapassar a natureza estática do sistema dos comandos, em Setembro de 1942 a RAAF criou uma grande unidade móvel de combate conhecida como o Grupo N.º 9, uma força táctica capaz de acompanhar os avanços das forças aliadas pela Nova Guiné até ao Japão. Em Abril de 1944, o Grupo N.º 9 tornou-se numa força colocada na Nova Guiné e perdeu a sua característica móvel para o Grupo N.º 10 (mais tarde conhecido como Primeira Força Aérea Táctica Australiana). O Grupo N.º 9 foi, assim, re-criado como um comando dedicado que cobria a área da Nova Guiné; Bostock recomendou que esta nova área se chamasse Comando do Norte. Em Agosto deste ano, o quartel-general da RAAF propôs a dissolução dos grupos de formação e manutenção formados entre 1941 e 1942 e devolver estas funções aos respectivos comandos, contudo nenhuma acção foi tomada neste sentido. Neste mesmo mês, o Conselho Aéreo recomendou a criação de um novo Comando da Área Central a partir do Comando da Área Oriental, que considerava ser demasiado grande para ter apenas um quartel-general. Este comando proposto ficaria responsável pelas unidades no sul de Queensland, contudo, o Gabinete de Guerra não aprovou esta proposta, pois assentava em motivos semelhantes aos dados quando esta ideia foi proposta em Outubro de 1943.
Perto do fim da guerra, o Grupo N.º 11 foi formado em Morotai, nas Índias Orientais Holandesas, usando elementos do Comando do Norte e da Primeira Força Aérea Táctica; isto libertou esta força aérea de responsabilidades estáticas depois da libertação de Bornéu. Ao recomendar o estabelecimento de uma força estática em Morotai, Bostock explicou que embora esta força fosse estática como um comando, seria diferente, pois não constituía algo permanente na estrutura da RAAF como os comandos, mas sim uma medida necessária e temporária fora do território australiano.

### Organização no pós-guerra

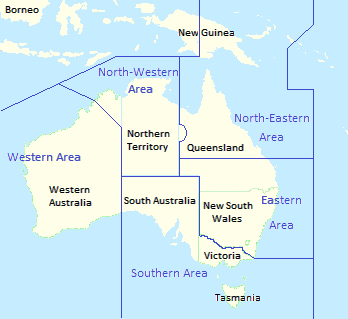
Os Comandos de Área em 1947; estas fronteiras permaneceram até 1953, altura em que os comandos foram postos de lado a favor de um sistema de comando funcional

Com o fim da Guerra do Pacífico em Agosto de 1945, a Área do Sudoeste do Pacífico foi dissolvida e o Conselho Aéreo voltou a assumir o controle total de todas as formações operacionais. Os grupos N.º 1, N.º 2 e N.º 5 foram dissolvidos entre Janeiro e Março de 1946. O Comando do Norte, depois de ser re-designado Comando da Área do Norte em Dezembro de 1945, foi dissolvido em Fevereiro de 1947. Os outros comandos continuaram a funcionar essencialmente dentro das mesmas fronteiras que durante a guerra, com a excepção do Comando da Área Noroeste que deixou de cobrir as Índias Orientais Holandesas.
No pós-guerra, a sistema de comando-e-controlo baseado na geografia estava obsoleto, o que fez surgir a necessidade de o substituir por um sistema baseado na função. Bostock, que via as fronteiras dos comandos como "arbitrárias", propôs uma estrutura funcional que assentava em três comandos, um operacional, um de treino e um de manutenção. Em retrospectiva, os comandos eram adequados para a organização da força aérea nos primeiros anos da Segunda Guerra Mundial, mas deixaram de ser adequados para uma rápida resposta e concentração de força necessária para defender a Austrália a partir do despoletar da Guerra do Pacífico, nem sequer para conduzir operações ofensivas a partir de 1943. O Marechal do ar Jones, que continuou como Chefe do Estado-maior da RAAF no pós-guerra, resistiu às pressões para substituir os comandos. Embora tivesse sido persuadido pelo seu staff para organizar uma conferência na qual se discutisse a possibilidade de mudança, tanto ele como parte da sua equipa e dos comandantes dos comandos não deram grande importância nem à conferência nem deixaram em aberto a possibilidade de mudança. Jones, por outro lado, sugeriu que os comandos fossem reduzidos em número, de 5 para 3 (Comando da Área do Norte, cobrindo Queensland e o Território do Norte, Comando da Área Oriental, cobrindo Nova Gales do Sul, e Comando da Área do Sul, cobrindo a Austrália Ocidental, Austrália Meridional, Vitória e Tasmânia) como parte de uma proposta ainda maior que visava re-estruturar toda a RAAF do pós-guerra. Contudo, tudo ficou na mesma.
O Governo Federal afastou Jones em Fevereiro de 1952 e substituiu-o por um oficial da Real Força Aérea, o Marechal-do-ar Donald Hardman, que estava bem familiarizado com o sistema de comando funcional empregue na Grã-Bretanha. Hardman acreditava que a re-estruturação da Força Aérea eliminaria as ineficiências e as duplicações, permitindo ao mesmo tempo uma maior autonomia a nível de comando, o que levaria a uma eficaz concentração de forças numa potencial situação de combate. Ele declarou que a RAAF era "a força por excelência que poderia, rapidamente, realizar operações pela defesa da Austrália e da Commonwealth no Sudeste Asiático". Para ir de encontro a esta ideia, ele propôs a reorganização do comando-e-controlo da força aérea de acordo com três grandes funções: operações, que cobria a defesa da pátria e as unidades de combate; instrução, que cobria toda a instrução e recrutamento a nível nacional; e manutenção, responsável pelo abastecimento, equipamento e outros serviços logísticos. Em Outubro de 1953, estas três funções foram criadas como Comandos.

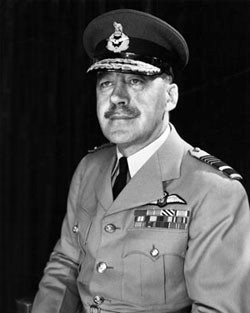
Marechal do ar Hardman, que realizou a reforma da RAAF para uma força organizada por função

O Home Command foi formado a partir do já existente Comando da Área Oriental, que era considerado uma organização operacional de facto, dada a predominância das forças concentradas dentro das suas fronteiras. O Comando de Treino foi formado a partir do Comando da Área do Sul, dado que este continha já um aglomerado de unidades de treino, passando a controlar as unidades de treino e instrução em Nova Gales do Sul, Queensland, Vitória e Tasmânia. O terceiro comando, o Comando de Manutenção, foi formado a partir do já existente Grupo de Manutenção (que antes de 1947 era conhecido como Grupo N.º 4) sediado em Melbourne. A transição para este sistema funcional foi concluída em Fevereiro de 1954, quando os três novos comandos assumiram o controlo de todas as operações, instrução e manutenções de todos os comandos. Continuaram, durante algum tempo, a existir os quarteis-generais destes comandos, contudo estas eram apenas "pontos de controlo remoto" controlados pelo Home Command. O Comando da Área Noroeste foi dissolvido em Junho de 1955, o Comando da Área Ocidental em Novembro de 1956 e o Comando da Área Nordeste em Dezembro de 1956.

### Comandos funcionais
Os comandos funcionais estabelecidos entre 1953 e 1954 foram revistos em 1959. O Home Command foi re-baptizado como Comando Operacional, e os comandos de Treino e Manutenção foram fundidos no que se tornou no Comando de Apoio. Em 1987 o Comando Operacional voltou a mudar de nome, passando a designar-se Comando Aéreo, e três anos mais tarde o Comando de Apoio foi dividido em dois comando distintos, o Comando de Logística e o Comando de Treino. Em 1997, a gestão da logística passou a ser da responsabilidade do Comando de Apoio da Força Aérea, uma componente da RAAF dentro do Comando de Apoio Australiano. O Comando de Treino, em 2006, foi reinstituído como Grupo de Treino da Força Aérea, um elemento subordinado ao Comando Aéreo. Assim, o Comando Aéreo é actualmente a única componente de comando na RAAF.

## Sumário dos Comandos de Área
Conforme disposto ao longo do artigo, a RAAF formou oito comandos ao longo da Segunda Guerra Mundial, dos quais cinco continuaram a operar até aos anos 50:
| Comando                   | Formação | Dissolução | Re-criado como                                    |
| ------------------------- | -------- | ---------- | ------------------------------------------------- |
| Comando da Área do Sul    | 1940     | 1953       | Comando de Treino                                 |
| Comando da Área Central   | 1940     | 1941       |                                                   |
| Comando da Área Ocidental | 1941     | 1954/1956  |                                                   |
| Comando da Área do Norte  | 1941     | 1942       | Comando da Área Nordeste Comando da Área Noroeste |
| Comando da Área Nordeste  | 1942     | 1954/1956  |                                                   |
| Comando da Área Noroeste  | 1942     | 1954/1955  |                                                   |
| Comando da Área Oriental  | 1942     | 1953       | Home Command                                      |
| Comando do Norte          | 1944     | 1947       | Comando do Norte (em 1945)                        |